# Великогорянська сільська рада
Великого́рянська сільська́ ра́да — адміністративно-територіальна одиниця та орган місцевого самоврядування у Кременецькому районі Тернопільської області. Адміністративний центр — село Велика Горянка.

## Загальні відомості
Великогорянська сільська рада утворена 30 жовтня 1985 року.
- Населення ради: 808 осіб (станом на 2001 рік)
- Територією ради протікає річка Горинь

## Населені пункти
Сільській раді були підпорядковані населені пункти:
- с. Велика Горянка
- с. Волиця
- с. Мала Горянка

## Склад ради
Рада складалася з 15 депутатів та голови.
- Голова ради: Будняк Володимир Іванович
- Секретар ради: Іськов Надія Юхимівна

### Керівний склад попередніх скликань
| Прізвище, ім'я, по батькові | Основні відомості                                                                                                | Дата обрання | Дата звільнення |
| --------------------------- | --- | ------------ | --------------- |
| Будняк Володимир Іванович   | Сільський голова, 1970 року народження, освіта середня спеціальна, член Всеукраїнського об'єднання «Батьківщина» | 26.03.2006   | 31.10.2010      |
| Будняк Володимир Іванович   | Сільський голова, 1970 року народження, освіта середня спеціальна, член Всеукраїнського об'єднання «Батьківщина» | 31.10.2010   |                 |

Примітка: таблиця складена за даними сайту Верховної Ради України

### Депутати
За результатами місцевих виборів 2010 року депутатами ради стали:

#### За суб'єктами висування
| Суб'єкт висування | Кількість обраних депутатів | %   |
| ----------------- | --------------------------- | --- |
| Самовисування     | 15                          | 100 |

#### За округами
| № округу | Прізвище, ім'я, по батькові     | Дата визнання обраним | Освіта  | Партійна приналежність                        | Відомості про обраного депутата             |
| -------- | ------------------------------- | --------------------- | ------- | --------------------------------------------- | ------------------------------------------- |
| 1        | Іськов Володимир Павлович       | 31.10.2010            | середня | позапартійний                                 | тимчасово не працює                         |
| 2        | Ричицький Василь Петрович       | 31.10.2010            | вища    | позапартійний                                 | тимчасово не працює                         |
| 3        | Джуль Наталія Миколаївна        | 31.10.2010            | середня | член Народної партії                          | Розтоцьке, бухгалтер                        |
| 4        | Білінчук Світлана Володимирівна | 31.10.2010            | вища    | позапартійна                                  | Великогорянська, головнийбухгалтер          |
| 5        | Ільчук Іван Васильович          | 31.10.2010            | середня | позапартійний                                 | тимчасово не працює                         |
| 6        | Білецький Руслан Іванович       | 31.10.2010            | вища    | позапартійний                                 | тимчасово не працює                         |
| 7        | Букай Галина Іванівна           | 31.10.2010            | вища    | позапартійна                                  | Велика Горянка, землевпорядник              |
| 8        | Корчак Петро Петрович           | 31.10.2010            | вища    | позапартійний                                 | тимчасово не працює                         |
| 9        | Міщук Олександр Олександрович   | 31.10.2010            | середня | позапартійний                                 | тимчасово не працює                         |
| 10       | Микитюк Микола Федорович        | 31.10.2010            | середня | позапартійний                                 | Великогорянська сільська рада, техпрацівник |
| 11       | Казьмірчук Микола Тимофійович   | 31.10.2010            | середня | позапартійний                                 | тимчасово не працює                         |
| 12       | Іськов Надія Юхимівна           | 31.10.2010            | вища    | позапартійна                                  | Великогорянська сільська рада, секретар     |
| 13       | Андріюк Іван Анатолійович       | 31.10.2010            | середня | позапартійний                                 | Розтоцьке, різноробочий                     |
| 14       | Доманський Іван Дмитрович       | 31.10.2010            | середня | член Народної партії                          | тимчасово не працює                         |
| 15       | Цьонь Дмитро Миколайович        | 31.10.2010            | середня | член Всеукраїнського об'єднання «Батьківщина» | тимчасово не працює                         |